# Lutero (película de 2003)
Lutero es una película alemana-estadounidense biográfica del año 2003 sobre la vida de Martín Lutero (1483-1546), dirigida por Eric Till y protagonizada por Joseph Fiennes. Fue una película independiente parcialmente financiada por Thrivent Financial for Lutherans, que se rodó en varias localizaciones de Alemania, Italia y la República Checa. La película cubre la vida de Lutero desde que se convierte en un monje en 1505 hasta la Dieta de Augsburgo en 1530.

## Argumento
La película comienza durante una tormenta eléctrica en 1505, cuando Lutero, entonces estudiante de Derecho, regresa a su casa. Por temor a perder la vida en la tormenta, Lutero entrega su vida a Dios y se convierte en fraile agustino.
Dos años más tarde, Lutero es fraile en el monasterio de San Agustín en Erfurt. Durante su tiempo en el monasterio, está constantemente preocupado por ver a Dios como un Dios de odio y venganza, mientras su propio padre, Hans Lutero le recrimina el haber dejado las leyes por unirse al sacerdocio. Un desmoralizado Martin es alentado por Johann von Staupitz, un fraile anciano que es su supervisor y mentor. Staupitz le dice a Lutero que mire a Cristo en lugar de a sí mismo.
Más tarde, Lutero entrega un informe de Staupitz a Roma, donde se ve preocupado por el estilo de vida mundano y perverso de los habitantes de la ciudad. También ve el cráneo que se cree que es el de Juan el Bautista y compra una indulgencia. Es durante este tiempo que Lutero comienza a cuestionar la veracidad de las indulgencias. Al regresar a Alemania, Lutero es enviado a Wittenberg, donde comienza a enseñar a su congregación que Dios no es un Dios de odio, sino un Dios de amor. Lutero comienza a enfatizar el amor de Dios en lugar de su juicio.
Mientras, en 1513, el Papa León X se convierte en el nuevo Papa de la Iglesia, y le encarga a Johann Tetzel que recorra varias comunidades, incluida la ciudad de Lutero, donde asusta a la gente para que compre indulgencias, esas ganancias se utilizarían para renovar la Basílica de San Pedro en Roma, y para recuperar los sobornos hechos por el arzobispo Albert von Hohenzollern a la Santa Sede, a su vez financiados por los banqueros Fugger. En su iglesia, Lutero denuncia las indulgencias, llamándolas "solo un pedazo de papel". A continuación, coloca sus 95 tesis en la puerta de la iglesia y se las envía al propio Arzobispo Albert, llamando a un debate abierto sobre las indulgencias. Por este acto, Lutero es llamado en 1518 a Augsburgo, donde es interrogado por el cardenal Cayetano entre otros funcionarios eclesiásticos, en la que no abjura en sus creencias.
Después de ser excomulgado, León X ordena que Lutero sea entregado a Roma, pero el príncipe elector Federico el Sabio de Sajonia se convierte en su protector. Federico y el emperador Carlos V deciden que Lutero será juzgado en la Dieta de Worms.
En Worms, Lutero es llevado ante Carlos V, Federico y los cardenales para ser juzgado. Los cardenales le exigen que se retracte de sus enseñanzas, y Lutero pide más tiempo para dar una respuesta apropiada, que le es concedida. Al día siguiente, Lutero se presenta ante Carlos V y los cardenales, quienes le exigen que se retracte, y Lutero se niega. Después de su juicio en Worms, Lutero se ve obligado a esconderse por Federico el Sabio, quien lo protege trasladándolo al castillo de Wartburg, mientras que su antiguo profesor, Andreas Karlstadt, malentendiendo lo que Lutero pretendía, alienta la Gran Revuelta de los Campesinos contra los nobles opresores. Lutero, conmocionado por las revueltas, anima a los príncipes a sofocarlas. Mientras tanto, Lutero traduce la Biblia al alemán, pero luego le toca ver él mismo la horrenda carnicería provocada por las tropas imperiales.
Después de que Lutero se casa con Katharina von Bora, una antigua monja, Carlos V convoca a los príncipes evangélicos del Sacro Imperio Romano Germánico a la Dieta de Augsburgo, para obligarlos a prohibir el protestantismo y la Biblia alemana. Los nobles, dirigidos por Felipe Melanchthon, un antiguo amigo de lutero, se niegan, y Carlos V se ve obligado a permitir que los nobles lean su Confesión de Augsburgo, la cual da bandera verde para la Reforma Protestante en Europa.

## Reparto
- Joseph Fiennes, como Martín Lutero.
- Alfred Molina, como Johann Tetzel.
- Jonathan Firth, como Girolamo Aleandro.
- Claire Cox, como Catalina von Bora.
- Sir Peter Ustinov, como Federico III de Sajonia.
- Bruno Ganz, como Johann von Staupitz.
- Uwe Ochsenknecht, como papa León X.
- Benjamin Sadler, como Georg Spalatin
- Jochen Horst, como Andreas Karlstadt.
- Torben Liebrecht, como emperador Carlos V.
- Maria Simon, como Hanna.
- Lars Rudolph, como Philipp Melanchthon.
- Marco Hofschneider, como Ulrich.
- Christopher Buchholz, como Johann Eck.
- Timothy Peach, como Karl von Miltitz.
- Tom Strauss, como Jorge de Brandeburgo.
- Gene Reed, como Juan de Sajonia.
- Anian Zollner, como Felipe I de Hesse.
- Johannes Lang, como Alberto de Maguncia.
- Michael Traynor, como Hans Luther.
- Kim namjoon, como Otto.